# Tudor Casapu
Tudor Casapu (n. 18 septembrie 1963, Mingir, raionul Hîncești, RSS Moldovenească, URSS) este un halterofil din Republica Moldova, medaliat cu aur la Jocurile Olimpice de vară din 1992 de la Barcelona.

## Biografie
Tudor Casapu s-a născut la data de 18 septembrie 1963 la Mingir, Hîncești. A obținut mai multe titluri de campion la haltere: cvadruplu campion al Uniunii Sovietice (1987-1990), campion mondial (1990, Budapesta), medalii de bronz la Campionatele Europene și Mondiale (1991).
A reprezentat Republica Moldova în echipa unificată a CSI la Barcelona 1992, obținând medalia de aur la haltere, cat. 75 kg (mijlocie), stabilind astfel o performanță unică în sportul moldovenesc - fiind singurul campion olimpic la o probă individuală până astăzi.
În 1992 a fost decorat cu Ordinul Republicii.
În prezent, este președinte al Federației Moldovenești de Haltere. De asemenea, este șef al secției sport profesionist la CSC "Dinamo" din Chișinău, având gradul de colonel.

## Carieră sportivă
| Anul | Сompetiție                         | Locul desfășurării | Rezultat | Suma, kg | Smucitură + Împinge | Categorie     |
| ---- | ---------------------------------- | ------------------ | -------- | -------- | ------------------- | ------------- |
| 1990 | Campionatul Mondial                | Budapesta          | 1        | 360      | 157,5 + 202,5       | până la 75 kg |
| 1991 | Campionat                          | Władysławowo       | 3        | 345      | 152,5 + 192,5       | până la 75 kg |
| 1991 | Campionatul Mondial                | Donaueschingen     | 3        | 342,5    | 152,5 + 190         | până la 75 kg |
| 1992 | Jocurile Olimpice de vară din 1992 | Barcelona          | 1        | 357,5    | 155 + 202,5         | până la 75 kg |

| Anul | Сompetiție | Locul desfășurării | Rezultat | Suma, kg | Smucitură + Împinge | Categorie       |
| ---- | ---------- | ------------------ | -------- | -------- | ------------------- | --------------- |
| 1986 |            | Moscova            | 2        | 330      | 150 + 180           | până la 67,5 kg |
| 1988 |            | Harkiv             | 1        | 360      | 157,5 + 202,5       | până la 75 kg   |
| 1989 |            | Bișkek             | 1        | 350      | 152,5 + 197,5       | până la 75 kg   |
| 1990 |            | Lipețk             | 1        | 365      | 160 + 205           | până la 75 kg   |
| 1991 |            | Donețk             | 3        | 357,5    | 157,5 + 200         | până la 75 kg   |